# Minuartia moraldoi
Minuartia moraldoi är en nejlikväxtart som beskrevs av F.Conti. Minuartia moraldoi ingår i släktet nörlar, och familjen nejlikväxter. Inga underarter finns listade i Catalogue of Life.